# Żółkiewka (gemeente)
De gemeente Żółkiewka is een landgemeente in het Poolse woiwodschap Lublin, in powiat Krasnostawski.
De zetel van de gemeente is in Żółkiewka (tot 30 december 1999 Żółkiewka-Osada genoemd).
Op 30 juni 2004 telde de gemeente 6220 inwoners.

## Oppervlakte gegevens
In 2002 bedroeg de totale oppervlakte van gemeente Żółkiewka 130,01 km², waarvan:
- agrarisch gebied: 85%
- bossen: 10%

De gemeente beslaat 11,43% van de totale oppervlakte van de powiat.

## Demografie
Stand op 30 juni 2004:
| Omschrijving                   | Totaal | Totaal | Vrouwen | Vrouwen | Mannen | Mannen |
| ------------------------------ | ------ | ------ | ------- | ------- | ------ | ------ |
| eenheid                        | aantal | %      | aantal  | %       | aantal | %      |
| inwoners                       | 6220   | 100    | 3206    | 51,5    | 3014   | 48,5   |
| bevolkingsdichtheid (inw./km²) | 47,8   | 47,8   | 24,7    | 24,7    | 23,2   | 23,2   |

In 2002 bedroeg het gemiddelde inkomen per inwoner 1150,13 zł.

## Administratieve plaatsen (sołectwo)
Adamówka, Borówek, Celin, Chłaniów, Chłaniów-Kolonia, Chłaniówek, Chruściechów, Dąbie, Gany, Huta, Koszarsko, Majdan Wierzchowiński, Makowiska, Markiewiczów, Olchowiec, Olchowiec-Kolonia, Poperczyn, Rożki, Rożki-Kolonia, Siniec, Średnia Wieś, Tokarówka, Wierzchowina, Władysławin, Wólka (z wsią Wola Żółkiewska), Zaburze, Żółkiew, Żółkiew-Kolonia, Żółkiewka.
Zonder de status sołectwo : Borówek-Kolonia.

## Aangrenzende gemeenten
Gorzków, Krzczonów, Rudnik, Rybczewice, Turobin, Wysokie